# Netzdrive
Netzdrive (Eigenschreibweise netzdrive) ist ein Filehosting-Dienst aus Deutschland. Netzdrive gewährleistet den Schutz der Privatsphäre beim Filesharing und schützt gleichzeitig im Sinne einer Online-Datensicherung vor Datenverlust. Die Clients (lokal installiertes Programm zur Synchronisation) stehen für Windows, Mac OS X, Linux, iOS und Android zur Verfügung. Die sichere Dateisynchronisation ist zwischen allen Betriebssystemen möglich. Nach erfolgreicher Aktivierung des Clients steht CloudFree mit zunächst 5 GB kostenlosem Speicher zur Verfügung, welche 30 Tage kostenfrei genutzt werden kann. Danach hat der Benutzer die Möglichkeit, eine kostenpflichtige Lizenz zu erwerben. Die Netzdrive-Server stehen auf deutschem Boden und unterliegen somit den strengen deutschen Datenschutzgesetzen. Firmenkunden erhalten auf Anfrage ein Sicherheitszertifikat für ihre IT- und Datenschutzabteilung. Das Netzdrive überwacht beliebige lokale Ordner im Dateisystem und synchronisiert deren Inhalt mit den persönlich eingeladenen Team-Mitgliedern. Die Software eignet sich auch zur Synchronisierung von Ordnern zwischen mehreren eigenen Computern oder Notebooks. Sämtliche aktuellen Dateien und Dokumente stehen somit allen Teammitgliedern jederzeit, auch offline, im Dateisystem zur Verfügung. Damit realisiert es wichtige Grundfunktionalitäten eines verteilten Dateisystems. Über eine Server-unterstützte Peer-to-Peer-ähnliche Kommunikationsstruktur werden die Daten zwischen den Computern automatisch synchronisiert. Das Netzdrive bietet eine umfangreiche Rechteverwaltung, so kann der Ersteller eines Spaces wählen, ob eingeladene Mitglieder nur lesen, lesen und schreiben, oder auch löschen und weitere Benutzer einladen dürfen. Die automatisch aktivierte Versionierung verhindert das unwiederbringliche Überschreiben von Dateien. Ältere Versionen stehen auf dem Server zur Verfügung und können durch den Space-Inhaber zur aktuellen Version gemacht werden. Die Versionierung ist unendlich, kann jedoch in der CloudPro und CloudOffice Variante limitiert werden. Gelöschte Dateien werden serverseitig in einen Space-Papierkorb verschoben, dieser muss aktiv durch den Space-Inhaber gelöscht werden. So wird verhindert, dass versehentlich lokal gelöschte Dateien verloren gehen. Durch eine durchgängige starke Ende-zu-Ende-Verschlüsselung (256 Bit) ist ein Auslesen der Daten auf dem Transport und auf den Servern nicht möglich.

## Geschichte
Netzdrive ist ein Teil der Netzcloud-Gruppe und wird seit 2010 entwickelt. Die Netzcloud wird von der seit 1998 bestehenden Cratchmere.com GmbH entwickelt und betrieben. Cratchmere.com ist unabhängig von Behörden und Institutionen tätig und betreibt ihre Serverstruktur ausschließlich in zertifizierten Colocation-Rechenzentren in Deutschland.

## Leistungsmerkmale
- Trusted Communities, ausschließlich authentifizierte Mitglieder im Team
- Daten werden automatisch synchron AES-verschlüsselt (256 Bit) und übertragen (synchronisiert)
- Besonders geeignet für überörtlich tätige Firmen, Organisationen und Freiberufler mit besonderer Schweigeverpflichtung
- Dateiformate jeglicher Art können bearbeitet und übermittelt werden
- automatische Versionsverwaltung und Änderungsverfolgung
- automatische Bandbreitenanpassung und wiederaufsetzen bei abgebrochenen Verbindungen
- automatische Komprimierung der Daten vor der Synchronisierung
- Datensynchronisierung über Firewalls hinweg durch Port 80 HTTP
- der Netzdrive-Benutzer verfügt stets über aktuelle Daten
- erweiterbares Metadaten-Verwaltungs- und Transportsystem
- Offline-Arbeit und jederzeitige Verfügbarkeit der Daten
- gewohnter Dateizugriff unter dem Windows Explorer oder Finder möglich
- Ad-hoc-VPN-Bildung durch den Anwender
- Selbstadministration von Teammitgliedern und Zugriffsrechten
- Datenlöschung eines Gerätes (Desktop und mobile Geräte) bei Verlust

## CloudOffice für Smartphones und Tablets
Mit der Veröffentlichung der Version 3.2 für Apple iOS und Android hat Netzdrive eine Office-Lösung eines Drittanbieters eingebaut. Dies garantiert, dass Office-Dateien innerhalb der App geöffnet und bearbeitet werden können. Durch diese Funktionalität ist gewährleistet, dass Daten jederzeit in der sicheren Umgebung von Netzdrive verbleiben, auch die Betriebssysteme der mobilen Geräte haben keinen Zugriff.

## Kritik
- Die monatlichen Gebühren sind zum Teil höher als bei sonstigen, meist im Ausland ansässigen Anbietern von Online-Datensicherungen.
- Installation eines lokalen Clients / Programms ist erforderlich. Es gibt keine Einsichtnahme über ein Webinterface. Dies begründet der Anbieter mit der durchgängigen Verschlüsselung.
- Durch die dezentrale Schlüsselverwaltung ist es erforderlich, dass ein Benutzer seine Zugangsdaten lokal sichert.

## Systemvoraussetzungen
- Windows 7/XP/Vista/8/8.1/10, Mac OS X Snow Leopard, Lion, Mountain Lion, Mavericks, Yosemite, El Capitan (Intel), Linux 32 bit (GNOME, KDE, Xfce), iOS > 6.0 (iPad, iPhone), Android > 2.2
- E-Mail-Konto und Internetverbindung
- Rechner mit mindestens 512 MB RAM
- 250 MB freier Festplattenspeicher